# アガリクス
アガリクス (agaricus) は、ハラタケ属のキノコの1種Agaricus subrufescensの通称。ただし、本来のアガリクスとはマッシュルームなどのハラタケ属キノコ全体の総称である。
標準和名はニセモリノカサで、他にカワリハラタケ、ヒメマツタケ（姫松茸）とも。
正しい学名は冒頭で述べたようにAgaricus subrufescensで、しばしばこの種にあてられているAgaricus blazei Murrill は、別種でないかという見解もある。しかしながら、本種（ニセモリノカサ A. subrufescens）が1970年代にブラジルで A. blazei と同定され40年以上使用されていたため、現在でも本種の生鮮茸、本種を原料として作られている健康食品やサプリメントでは一般的にA. blazeiが用いられている。

## 種名
Agaricus subrufescens （ニセモリノカサ）は、ニューヨークの植物学者チャールズ・ペックによって1893年に初めて記載された。19世紀終りと20世紀初頭の間、A. subrufescens は合衆国東部で食用に栽培されていた。
その後1970年代に、ブラジルで同種が「再発見」された。しかし、A. subrufescens と同種とは気付かれず、既存の別種 A. blazei Murrillあるいはまれに A. sylvaticus Schaeff. として言及された。A. blazei はフロリダで記載されていた種、A. sylvaticus は一般的な北温帯の森林地帯のキノコである。これら（実際は同一種）には薬理効果があると主張され、ABM (Agaricus blazei Murrill)、Cogumelo do Sol（太陽のキノコ）、Cogumelo de Deus（神のキノコ）、Cogumelo de Vida（生命のキノコ）、ヒメマツタケ、Royal Sun Agaricus、Mandelpilz、Almond Mushroom などの名称ですぐに市販された。
なお、このキノコがブラジルから日本へ伝わった経緯について元JAIDO及びJICA農水産専門家の野澤弘司がJORNALニッケイ新聞（2020年11月28日付）で詳しく回想している。その記事中、当初とは別ルートで日本に持ち込まれた本種が「姫松茸」の名称で販売されたことについて「あるまじき商道徳」という表現を用いて厳しく言及している。
2002年に、Wasserらは、当時 A. blazei として広く栽培されていたブラジル原産のキノコが、実際は A. blazei ではないことを明らかにした。しかし彼らは、A. subrufescens とも別種だとし、新種として A. brasiliensis と命名した。しかし不幸なことに、この学名は既に他種のキノコ Agaricus brasiliensis Fr. (1830) に命名されていたため、新参異物同名により無効名となる。
2005年、Richard Kerrigan がいくつかの菌種の遺伝的試験や相互生殖能試験をした結果、ブラジルで発見された A. blazei（Wasser による A. brasiliensis）は、北米の Agaricus subrufescens と遺伝的に類似しており相互生殖能があることが証明された。また、これらの試験において、ヨーロッパのA. rufotegulisも同種であることが判明した。これらの学名のうち、A. blazei など別種の名は新参異物同名として除外され、残る A. subrufescens と A. rufotegulis のうちより古い A. subrufescens が有効な学名として使われる。
しかし、Richard Kerriganが所属する米国シルバン社では、依然、Agaricus blazeiの名称を使用しているなどの矛盾がある。
これには、R.Kerriganが主張するところの本物のAgaricus blazeiの現物や写真が提示されていないことにも関係している。

## 健康補助食品としての利用
世界各地に自生地があるが、日本で主に栽培されている系統は、ブラジル原産の Agaricus blazei Murrill（和名カワリハラタケ）と呼ばれていた系統である。ブラジルより種菌が日本に持ち込まれ、1970年代後半から日本で人工栽培され、最初ヒメマツタケとして販売が始まった。
その後いくつかの研究機関から抗腫瘍効果（免疫療法）や血糖値降下作用等が報告され、注目が高まった。かつては非常に高価であったが、1990年代に栽培方法が確立され手に入りやすい存在となった。1990年代中頃より、いわゆるアガリクスブームが始まり、サプリメントとして乾燥キノコや抽出エキス等が販売されるようになり、日本国内で300億円以上とも言われる巨大な市場を形成した。
そして、「アガリクスによって『癌が治った！』」というような本も多数出版されたが、こうした本の多くはいわゆるバイブル商法で用いられる「バイブル本」であり、表現の自由との狭間で問題を提起するきっかけとなった。

### 機能性
一般に健康補助食品として販売されており、医薬品等とは異なり効能効果を標榜することはできない。信頼できる科学的なデータはないが、免疫賦活作用からがん予防・抗がん作用があるとして、日本では健康補助食品として広く服用されていた。日本では、「医薬品的効能効果を標ぼうしない限り医薬品と判断しない成分本質 (原材料)」に区分される。
免疫の働きを活発にする可能性があり、結果として癌の発生予防や増殖抑制が期待され、また癌治療に伴う副作用の軽減、免疫賦活作用により薬剤治療の効果の向上が望める、糖尿病や高脂血症の予防作用を持つと販売業者によって謳われている場合がある。しかしながら、国立健康・栄養研究所の調べでは、免疫の活性化を含めヒトでの有効性と安全性については信頼できるデータは2018年現在見当たらないとしている。

#### 有効性が有るとする研究例
アガリクスの有益な効果については、以下に示すような予備的なヒト臨床試験・動物臨床試験等の研究報告がある。
2004年に子宮頸がん等の患者に化学療法実施中の副作用の発現頻度や免疫機能を調べるヒト臨床試験（RCT試験）を実施し、その結果、副作用の出現頻度に関して、アガリクス・ブラゼイ（ABMK）を摂取した患者の方が、プラセボを摂取した患者に比べて、症状の改善が認められたと報告されている。また免疫機能の評価に関しては、抗がん剤の投与が始まってから3週間目と6週間目のNK細胞の細胞傷害活性が、アガリクス・ブラゼイ（ABMK）を摂取した患者の方が、プラセボを摂取した患者に比べて、有意に上昇していたと報告されている。
半健康人と思われる成人男女12名に、通常量摂取3カ月試験を行い、体重・腹囲・BMI・体脂肪率を測定し、血液生化学検査を行った結果、体重・BMI の有意な低下が観察される。また肝機能を検討するため、GOT、GPT、γ-GTPを、対象群を正常値群と未病値群に層別し投与前後の変化を検討した結果、生活習慣病に対する脂質、血糖レベルが減少し、肝機能を改善したことが報告された。動物試験においては、ビーグル犬に対して2Gy・5Gy放射線照射時に、免疫の低下を抑制した学術文献が発表された。
マウスでの動物試験では、Ganoderma lucidum (Rei-shi) mycelia とAgaricus blazei murill の培地由来水溶性抽出物の、放射線による生存時間の短縮予防と小腸細窩傷害に対する放射線防御作用の学術報告がされている。またβグルカンの放射線に対する機能性検証について、マウスに9.0Gy照射後、生存率の検証を行った。白血球、血小板およびヘマトクリット値の回復を向上させ、マウスの内因性多能性造血幹細胞数を増加させたと報告されている。結合している造血前駆細胞の増殖を促進し、白血球の回復を促進し、マウスの生存を増加させたという学術文献も報告されている。

### 副作用
アガリクス製品によると思われる副作用では重篤な肝機能障害で死亡した症例が報告されている（厚生労働省の判断では因果関係がはっきりしないとされている）。
2006年2月13日に市販の1製品で癌プロモーター作用がある成分を含む製品が報告され回収される騒ぎに至ったが、含有するのは一部の製品であった（厚生労働省で試験した3つのうち、2つには癌プロモーター作用がないことが確認されている）。販売中止に伴い既に流通していない。その他の製品においては厚生労働省において、一般食品同様に情報収集を行っている。ただし、2009年7月3日に厚生労働省から、都道府県知事等に対し、2006年2月13日通知発表以後、健康被害の報告はないと通知されている。がんの治療を受けている患者において肝障害が発生した健康被害の報告もないと通知されている。
ヒメマツタケと肝障害の関連を報告した3つの症例報告がある。
国立健康・栄養研究所は、ヒトでの有効性と安全性については信頼できるデータが2018年現在見当たらないとしている。
日常生活で摂取される食品と同等のものであり、副作用が起こる可能性やその危険性は低いと言える。安全性情報では2年間に及ぶラット発がん性試験において陰性を示す結果が報告されている。
菌株・栽培条件によって安全性・機能性成分が異なるため、個別製品ごとに評価する必要がある。製品を利用する場合は、医師や専門家に相談することが推奨される。

### キリンウェルフーズ製品の販売停止
2003年以降、日本の国立医薬品食品衛生研究所が国内で流通する下記アガリクス製品について検査した。
- キリンウェルフーズ（現：ヤクルトヘルスフーズ）の「キリン細胞壁破砕アガリクス顆粒」
- サンドリー（現：SSI）の「仙生露顆粒ゴールド」
- サンヘルスの「アガリクスK2ABPC顆粒」

その結果、ラットに対する中期多臓器発がん性実験で発がん作用を助長・促進する発がんプロモーター作用が「キリン細胞壁破砕アガリクス顆粒」に認められ、他の2製品についてはプロモーション作用が認められなかった旨を2006年（平成18年）2月13日に公表した。
このため同日中に「キリン細胞壁破砕アガリクス顆粒」の販売停止と回収をメーカーに要請し、キリンウェルフーズはアガリクスを含む全製品の即日販売停止と回収を決定。この事態はセンセーショナルに報道され、1990年代から続いたアガリクスを取り巻くサプリメントブームは急速に縮小した。